# 5916 van der Woude
5916 van der Woude eller 1991 JD1 är en asteroid i huvudbältet som upptäcktes 8 maj 1991 av den amerikanske astronomen Eleanor F. Helin vid Palomar-observatoriet. Den är uppkallad efter Jurrie van der Woude.